# Mărtinești
Mărtinești là một xã thuộc hạt Hunedoara, România. Dân số thời điểm năm 2002 là 1050 người.